# Michel Auger (homme politique)
Pour les articles homonymes, voir Auger et Michel Auger.
Michel Auger (18 novembre 1830 – 12 mai 1909) fut un agriculteur, propriétaire d'usine et homme politique canadien du Québec.

## Biographie
Auger naît à Saint-Pie, au Bas-Canada, dans une famille canadienne-française catholique qui se convertira au protestantisme. Il fait ses études à la Grande-Ligne Mission School (Institut Feller) et à la Hamilton Academy, située à Hamilton, dans l'État de New York. 
Il entame ses premiers pas en politique en devenant maire de la municipalité de Sainte-Pudentienne, aujourd'hui Roxton Pond. Élu député indépendant du Parti libéral du Canada dans le comté de Shefford en 1882, il avait précédemment tenté d'être élu en 1878. Par la suite, il est défait par le conservateur Antoine Audet en 1887. 

## Parenté
Son neveu Jacob Nicol a lui aussi fait carrière en politique. 